# Strathpeffer

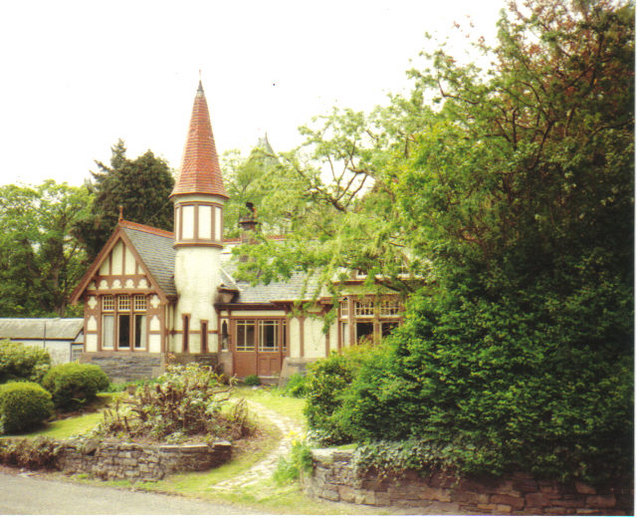
Edificio in stile vittoriano a Strathpeffer

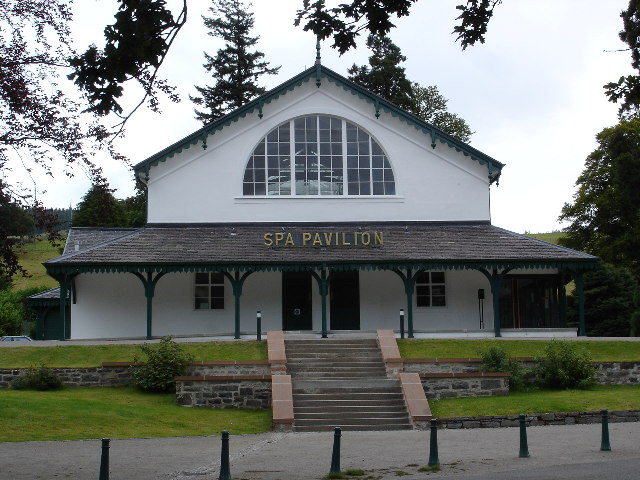
Strathpeffer: lo Spa Pavilion

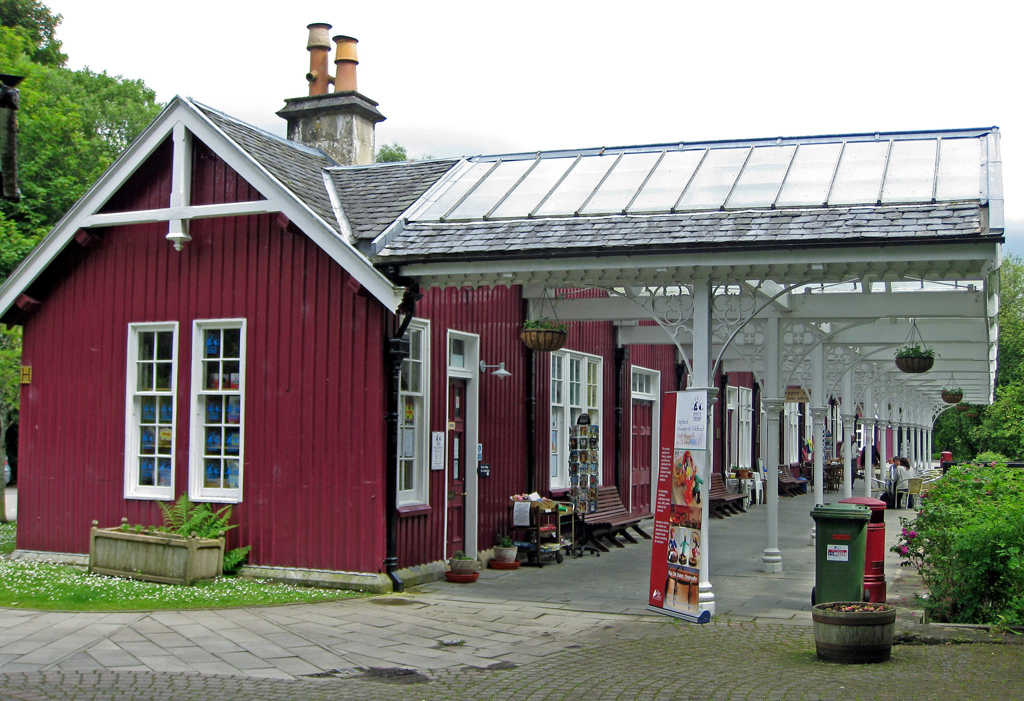
La stazione ferroviaria di Strathpeffer

Strathpeffer (in gaelico scozzese: Srath Pheofhair) è una località termale della Scozia nord-orientale, facente parte dell'area di consiglio dell'Highland e, più precisamente, dell'area del Ross and Cromarty. Conta una popolazione di circa 1.100 abitanti.

## Geografia fisica
Strathpeffer si trova a circa 4-5 miglia ad ovest di Dingwall.

## Storia
La località sorse soltanto agli inizi del XIX secolo, dopo che nella metà del secolo precedente era stata scoperta una sorgente sulfurea in loco.
Il villaggio si sviluppò in seguito grazie all'intervento di Anna, duchessa del Sutherland, che tra gli anni quaranta e settanta del XIX secolo trasformò Strathpeffer in una stazione termale su modello delle altre stazioni termali europee, tanto che si tratta della località scozzese dal carattere meno scozzese che si possa trovare.
Strathpeffer ebbe tuttavia inizialmente delle difficoltà a svilupparsi come località termale, a causa della sua posizione geografica piuttosto remota. Queste difficoltà furono però superate con l'arrivo della ferrovia nel 1885.
|  |

## Monumenti e luoghi d'interesse

### Siti archeologici

#### Clach an Tiompain
Nei dintorni di Strathpeffer, si trova la Clach an Tiompain, una pietra eretta dal popolo dei Pitti in un periodo compreso tra il VI e l'VIII secolo a.C.
|  |

## Cultura

### Musei
Tra i luoghi d'interesse di Strathpeffer, figura inoltre lo Highland Museum of Childhood ("Museo dell'infanzia dell'Highland"), ubicato all'interno della stazione ferroviaria.

## Società

### Evoluzione demografica
Al censimento del 2011, Strathpeffer contava una popolazione pari a 1.109 abitanti.
La località ha conosciuto un incremento demografico rispetto al 2001, quando contava 1.000 abitanti.